# Pasieki (województwo podlaskie)
Pasieki – wieś w Polsce, położona w województwie podlaskim, w powiecie hajnowskim, w gminie Narewka.
| SIMC    | Nazwa                | Rodzaj     |
| ------- | -------------------- | ---------- |
| 0037084 | Babia Góra           | przysiółek |
| 0037090 | Borowe               | przysiółek |
| 0037109 | Siemieniakowszczyzna | przysiółek |

W latach 1975–1998 wieś położona była w województwie białostockim.
22 września 1941 Niemcy spacyfikowali wieś. Mieszkańcy zostali wywiezieni do m. Bachury a wieś została spalona.
Prawosławni mieszkańcy wsi należą do parafii św. Jerzego w Siemianówce, a wierni kościoła rzymskokatolickiego do parafii św. Jana Chrzciciela w Narewce.